# Prințesa Feodora de Saxa-Meiningen (1890-1972)
Pentru fiica lui Bernhard al III-lea, Duce de Saxa-Meiningen, vezi Prințesa Feodora de Saxa-Meiningen.
Prințesa Feodora de Saxa-Meiningen (Feodora Karola Charlotte Marie Adelheid Auguste Mathilde; 29 mai 1890 – 12 martie 1972) a fost primul copil al Prințului Friedrich Johann de Saxa-Meiningen (fiul mai mic al lui Georg al II-lea, Duce de Saxa-Meiningen) și a soției acestuia, Contesa Adelaide de Lippe-Biesterfeld, fiica lui Ernst, Conte de Lippe-Biesterfeld. Prin căsătorie ea a devenit Mare Ducesă de Saxa-Weimar-Eisenach.

## Familie
Tatăl Feodorei a fost fiul cel mic al lui George II de Saxa-Meiningen și a celei de-a doua soții a acestuia, Feodora de Hohenlohe-Langenburg. Mama Feodorei a fost copilul cel mare al lui Ernst, Conte de Lippe-Biesterfeld regent al principatului Lippe timp de șapte ani (1897–1904).
Feodora a avut cinci frați, printre care și Prințul George, ucis în timpul celui de-Al Doilea Război Mondial, Prințul Bernard și Prințesa Adelheid căsătorită cu Prințul Adalbert al Prusiei.

## Căsătorie
În timpul unei vizite de vară la palatul Wilhelmshöhe, Feodora a fost îndemnată de către o rudă prin alianță, împăratul Wilhelm al II-lea, să se căsătorească cu văduvul Wilhelm Ernest, Mare Duce de Saxa-Weimar-Eisenach. Wilhelm Ernest a servit în artileria prusacă. În pofida rolului său în angajamentul lor, împăratul Wilhelm a refuzat să participe la nuntă. Mulți au văzut angajamentul ca o înțelegere mutuală reciprocă între Wilhelm și bunicul Feodorei, Georg al II-lea, Duce de Saxa-Meiningen, a cărui căsătorie morganatică cu Ellen Franz a nemulțumit multe personaje regale ca Wilhelm.

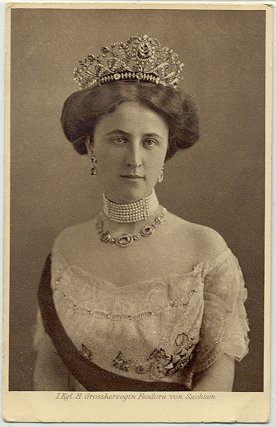
Portret al Feodorei de Saxa-Meiningen, Mare Ducesă de Saxa-Weimar

Georg a fost singurul membru al casei regale germane care nu l-a vizitat niciodată pe împăratul Wilhem după ascensiunea acestuia în 1888, și care nu a primit niciodată nici un vizitator imperial german la curtea sa. Comportamentul lui Wilhem a fost chiar mai surprinzător prin faptul că el a permis căsătoria între un prinț Hohenzollern (Prințul Frederic Wilhelm al Prusiei, fiul Prințului Albert al Prusiei), cu o membră a nobilimii slab clasate.
Boicotul împăratului asupra nunții a fost puternic resimțit în Saxa-Meiningen unde ziarele au anunțat că Wilhelm nu va fi prezent la nuntă; comunicarea oficială de la palatul regal a declarat că el nu a fost invitat.
La 14 ianuarie 1910 la Meiningen, Feodora s-a căsătorit cu Wilhelm Ernest. A fost a doua lui soție (prima soție, Prințesa Caroline Reuss de Greiz a murit de pneumonie după 18 luni de căsătorie).
Prima căsătorie a fost una nefericită, lui Caroline neplâcându-i curtea de la Weimar și în cele din urmă a plecat în Elveția. După ce a fost convinsă să se întoarcă la curte, moartea ei imediat după acest lucru a fost considerată de unii a fi fost o sinucidere.
Și mariajul Feodorei a fost unul nefericit. Mediul curții de la Weimar a determinat-o pe Feodora la 23 de ani să se interneze într-un sanatoriu. S-a îmbolnăvit sever de rujeolă și scarlatină, pe care le-a dobândit în timp ce vizita un azil pe care ea l-a fondat. Eticheta extremă de la curte, de asemenea, a cauzat o distanță între ea și Marele Duce, precum și cu copiii lor mici.
Feodora a fost foarte populară printre oamenii din clasa de mijloc și de jos din Weimar; acest lucru a fost atribuit farmecului și bunătății ei față de săraci și cei în suferință.
La 9 noiembrie 1918 Wilhelm Ernst a fost forțat să abdice. A renunțat la tron și la toate ținuturile sale și a fugit împreună cu familia sa la moșia familiei din Silezia, unde a murit patru ani mai târziu. Feodora a murit la 12 martie 1972, la Freiburg im Breisgau, Germania.